# Фон Тауншип (округ Йорк, Пенсільванія)
Фон Тауншип (англ. Fawn Township) — селище (англ. township) в США, в окрузі Йорк штату Пенсільванія. Населення — 3012 особи (2020).

## Демографія
Згідно з переписом 2010 року, у селищі мешкало 3099 осіб у 1098 домогосподарствах у складі 868 родин. Було 1150 помешкань
Расовий склад населення:
| - 97,3 % — білих - 0,7 % — чорних або афроамериканців - 0,5 % — азіатів - 0,1 % — корінних американців |

До двох чи більше рас належало 1,3 %. Частка іспаномовних становила 0,5 % від усіх жителів.
За віковим діапазоном населення розподілялося таким чином: 24,7 % — особи молодші 18 років, 63,5 % — особи у віці 18—64 років, 11,8 % — особи у віці 65 років та старші. Медіана віку мешканця становила 42,2 року. На 100 осіб жіночої статі у селищі припадало 102,7 чоловіків;  на 100 жінок у віці від 18 років та старших — 101,2 чоловіків також старших 18 років.
Середній дохід на одне домашнє господарство  становив 75 372 долари США (медіана — 65 924), а середній дохід на одну сім'ю — 89 382 долари (медіана — 81 188). Медіана доходів становила 62 917 доларів для чоловіків та 35 714 долари для жінок. За межею бідності перебувало 7,3 % осіб, у тому числі 5,5 % дітей у віці до 18 років та 9,7 % осіб у віці 65 років та старших.
Цивільне працевлаштоване населення становило 1555 осіб. Основні галузі зайнятості: освіта, охорона здоров'я та соціальна допомога — 18,1 %, роздрібна торгівля — 15,6 %, виробництво — 12,9 %.